# Drávapalkonya
Drávapalkonya (horvátul: Palkanja) község Baranya vármegyében, a Siklósi járásban.

## Fekvése
A megye déli részén, a Drávához illetve Horvátország határához közel, Drávacsehi és Drávaszabolcs között található. Mindkettővel az 58-as főútból kiágazó 58 118-as számú mellékút köti össze.

## Története
2018-ban 21,32 százalékos volt a munkanélküliségi ráta.

## Közélete

### Polgármesterei
- 1990–1994: Rafa Gyovai Lajos (FKgP)[7]
- 1994–1998: Kuti Zoltán (független)[8]
- 1998–2002: Kuti Zoltán (független)[9]
- 2002–2006: Kuti Zoltán (független)[10]
- 2006–2010: Kuti Zoltán (független)[11]
- 2010–2014: Kuti Zoltán (független)[12]
- 2014–2019: Pápai Zoltánné (független)[13]
- 2019–2024: Pápai Zoltánné (független)[14]
- 2024– : Pápai Zoltánné (független)[1]

## Népesség
A település népességének változása:
| Lakosok száma | 277  | 273  | 267  | 256  | 260  | 267  | 262  | 278  |
|               | 2013 | 2014 | 2015 | 2019 | 2021 | 2022 | 2023 | 2024 |

A 2011-es népszámlálás során a lakosok 85,2%-a magyarnak, 19,6% cigánynak, 0,7% horvátnak mondta magát (13,3% nem nyilatkozott; a kettős identitások miatt a végösszeg nagyobb lehet 100%-nál). A vallási megoszlás a következő volt: római katolikus 54,4%, református 15,2%, evangélikus 0,7%, görögkatolikus 0,4%, felekezeten kívüli 9,3% (20% nem nyilatkozott).
2022-ben a lakosság 90,6%-a vallotta magát magyarnak, 14,6% cigánynak, 1,1% horvátnak, 0,7% németnek, 0,7% egyéb, nem hazai nemzetiségűnek (9,4% nem nyilatkozott; a kettős identitások miatt a végösszeg nagyobb lehet 100%-nál). Vallásuk szerint 62,9% volt római katolikus, 9% református, 0,4% evangélikus, 0,4% egyéb katolikus, 10,1% felekezeten kívüli (17,2% nem válaszolt).

## Nevezetességei
- Harangtorony, mely a korábbi református templomrom egy részének felújítása; a Drávaszabolcs–Gordisa–Matty Református Társegyházközséghez tartozik.

A település első talpas fatemplomának építési ideje nem ismert. A második fatemplomot tölgyfa talpra és toronnyal építették meg 1773-ban. 1815-ben készítettek egy haranglábat a 3 mázsás harangnak. 1836-ban építették meg a kőtemplomot, mely a 20. század első felében egy másik harangra is szert tett: a 664 kg-os, 106,5 cm alsó átmérőjű harangot Szlezák László öntőmester öntötte Budapesten 1928-ban, s az év október 10-én szentelték fel. A templom 1942-ben 250 ülőhellyel, egy hatregiszteres orgonával rendelkezett, úrasztali edényei között ismeretlen korú régi kancsók, 1794-ből való cintányér és 1846-ból származó 2 cinkanna, ezüsttányér és kehely szerepelt, lelkipásztora Gyenis János volt. A templomot a második világháború végén kilőtték, a kisebbik harangot egy gránát semmisítette meg. A nagyobbik harangot a falubeliek leemelték, s a templomrom előtt fából haranglábat készítettek neki 1945-ben. 2007-ben Iván István, felsőzsolcai vállalkozó a templomromot megvásárolta, majd egy részét 2008-ban saját költségen felújította: megújult a két vakablakkal díszített homlokzat a toronycsonkkal együtt, a toronycsonkra kis fatorony került, az egykori templomhajó helyére pedig mintegy 80 cm magasságú betontalpat öntöttek. A harangtornyot, benne a haranggal 2008. október 31-én, a reformáció napján adták át.
- Lakóház.

Oromzatán „1892” felirat szerepel, ami feltehetően megépülési idejét jelenti. Jellegét tekintve polgárosultabb gazdaság épülhetett ki körülötte. Vályogépület, helyiségei földpadlósak, pincével rendelkezik, tornáca az 1840-es évektől ezen a vidéken jellegzetes típust képviseli. Az 1980-as évek elején még azt tervezték, hogy áthelyezik a Szentendrei Skanzenbe, végül azonban helyben maradt; helyette a szomszédos Drávacsehiből vittek egy hasonló lakóházat.
- Első és második világháborús emlékmű.

Az emlékoszlop tetején levő turul szobor Brunner Rezső 1997-es alkotása.